# MBlock
Računarsko-grafički softver mBlock je program za programiranje robota. Razvijen je na temelju Scratch2.0. mBot robot omogućava učenicima da brzo nauče programiranje, upravljaju robotom i realiziraju sve više funkcija koje on ima. MBlock program baziran je na Scratch programskom jeziku u kojem su nadograđene komponente za programiranje mBot robota. 

## Programiranje
Programiranje se može uraditi na dva načina:
- kao samostalan robot
- uz pomoć kompjutera.

Povezivanjem robota mBot i mBlock u naslovnoj traci mBlock programa pisaće Connected. Ovaj korak treba ponoviti pri svakom povezivanju robota sa računarom.

## Spoljašnje veze
- Scratch2.0.